# Xian autonome dai et va de Gengma
Le xian autonome dai et va de Gengma (耿马傣族佤族自治县 ; pinyin : Gěngmǎ dǎizú wǎzú Zìzhìxiàn) est un district administratif de la province du Yunnan en Chine. Il est placé sous la juridiction de la ville-préfecture de Lincang.

## Démographie
La population du district était de 245 251 habitants en 1999.